# Åvattnet (Anundsjö socken, Ångermanland, 704381-160344)
Åvattnet är en sjö i Örnsköldsviks kommun i Ångermanland och ingår i Moälvens huvudavrinningsområde. Sjön har en area på 0,171 kvadratkilometer och ligger 112 meter över havet. Sjön avvattnas av vattendraget Degerbäcken.

## Delavrinningsområde
Åvattnet ingår i det delavrinningsområde (704596-160348) som SMHI kallar för Mynnar i Södra Anundsjöån. Medelhöjden är 174 meter över havet och ytan är 9,46 kvadratkilometer. Räknas de 3 avrinningsområdena uppströms in blir den ackumulerade arean 19,38 kvadratkilometer. Degerbäcken som avvattnar avrinningsområdet har biflödesordning 3, vilket innebär att vattnet flödar genom totalt 3 vattendrag innan det når havet efter 62 kilometer. Avrinningsområdet består mestadels av skog (90 procent). Avrinningsområdet har 0,17 kvadratkilometer vattenytor vilket ger det en sjöprocent på 1,8 procent.